# Le commando des chauds lapins
Le commando des chauds lapins è un film del 1975 diretto da Guy Pérol. Il film è conosciuto anche con i titoli Les secrétaires e Touche pas mon capital.

## Trama
Sola nella sua fattoria dell'Alvernia, una donna, soprannominata "la Miette", attende notizie di suo figlio George, uomo d'affari di Parigi che, ad insaputa della madre, svolge il lavoro di protettore di sei prostitute. Un giorno all'improvviso il figlio ricompare nella fattoria con le ragazze e le presenta come le sue "segretarie". Queste si installano nel fienile e aiutano la Miette nelle faccende quotidiane. Tuttavia la loro presenza e i loro comportamenti turbano la tranquillità del paese.

## Distribuzione
La distribuzione in Francia avvenne nell'agosto del 1975. Il film rimase nelle sale parigine per 11 settimane.
In Olanda fu distribuito con il titolo Les Secrétaires e nei Paesi anglofoni come Commando Hot Rabbits.